# Radio Jérico
 (janvier 2019).
- Si vous ne connaissez pas le sujet, laissez ce bandeau (vous pouvez alors contacter les auteurs).
- Si vous supprimez le contenu mis en cause (vous pouvez préalablement contacter les auteurs),

argumentez précisément cette suppression dans la page de discussion
(un manque de référence n'est pas un argument ; une recherche réelle de référence doit avoir été effectuée, être formellement documentée).
Radio Jérico est une station de radio locale diffusant en Moselle. Cette radio dépend de l'Évêché de Metz. Elle a été créée en 1987 à l'occasion de la venue du pape Jean-Paul II à Metz.

## Remarque importante
En Meurthe-et-Moselle, une autre Radio Jérico naît en octobre 1988, également à la suite de la venue du Pape, sur la fréquence 98,9 MHz, puis 93,7 à Nancy et 101,4 à Longwy, mais n'a aucun lien avec la radio messine. En 1996, elle diffuse les bulletins d'information de RCF (Radios chrétiennes francophones), et en septembre 2002, Radio Jérico s'affilie au réseau RCF et devient RCF Jerico Moselle.